# Gilbert Ignatius Sheldon

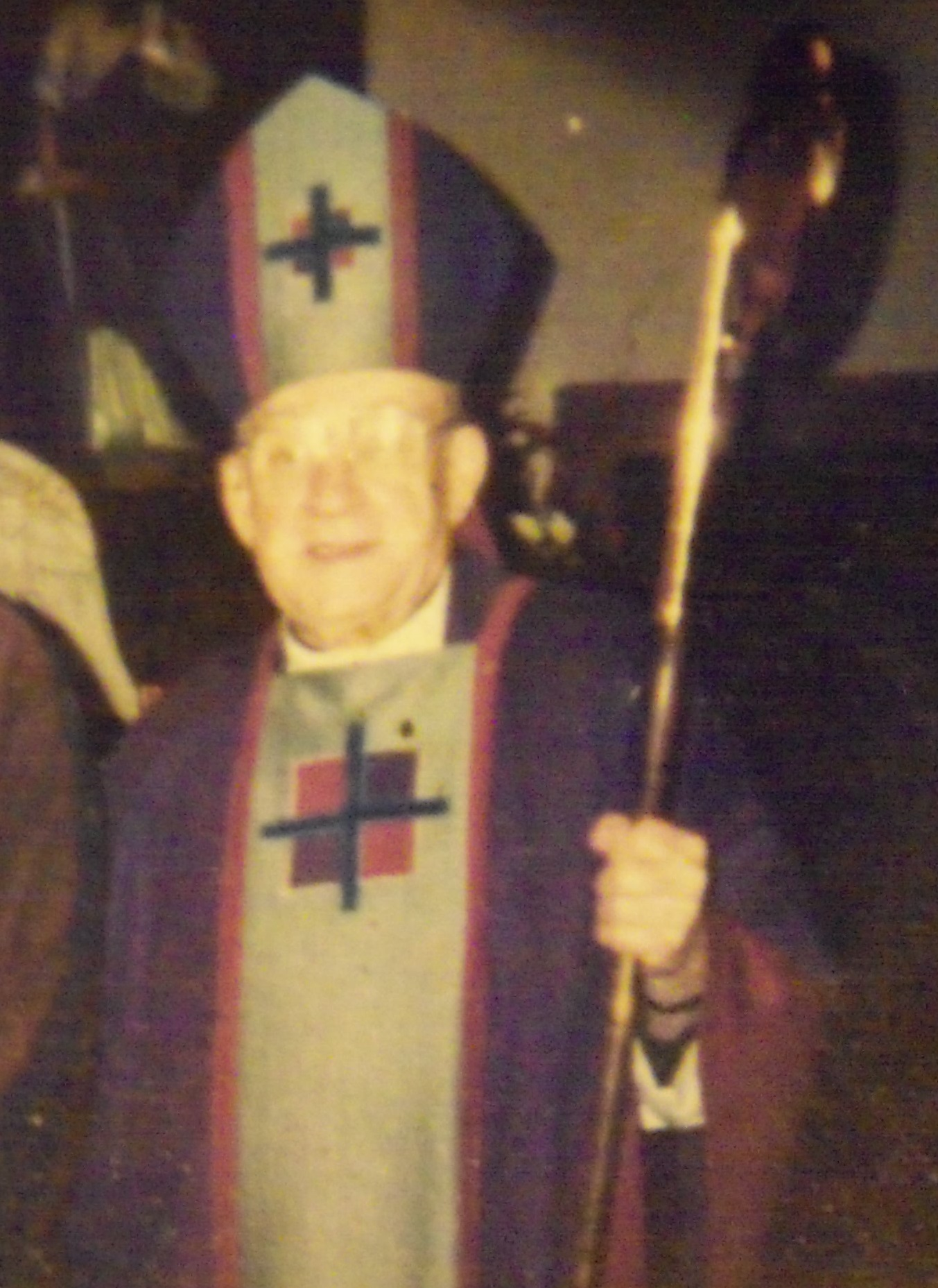
Gilbert Ignatius Sheldon

Gilbert Ignatius Sheldon (* 20. September 1926 in Cleveland, Ohio; † 24. April 2023 in Steubenville, Ohio) war ein US-amerikanischer Geistlicher und römisch-katholischer Bischof von Steubenville.

## Leben
Gilbert Ignatius Sheldon empfing am 28. Februar 1953 durch Erzbischof Edward Francis Hoban die Priesterweihe für das Bistum Cleveland.
Papst Paul VI. ernannte ihn am 12. April 1976 zum Titularbischof von Taparura und zum Weihbischof in Cleveland. Die Bischofsweihe spendete ihm der Bischof von Cleveland, James Aloysius Hickey, am 11. Juni desselben Jahres; Mitkonsekratoren waren Joseph Louis Bernardin, Erzbischof von Cincinnati, und Clarence George Issenmann, emeritierter Bischof von Cleveland.
Am 28. Januar 1992 ernannte ihn Papst Johannes Paul II. zum Bischof von Steubenville und nahm am 31. Mai 2002 sein aus Altersgründen vorgebrachtes Rücktrittsgesuch an. 